# Chiesa di San Gaudenzio (Baceno)
La chiesa di San Gaudenzio è un edificio religioso situato a Baceno, in provincia del Verbano-Cusio-Ossola. Rientra nel territorio della diocesi di Novara e fa parte dell'unità pastorale di Domodossola.
La chiesa sorge nella parte centrale del centro abitato su uno sperone di roccia a picco sulla forra, sotto le cui pareti a strapiombo scorre il torrente Devero. Lo sperone, in corrispondenza della parte posteriore e di parte della fiancata dell'edificio, è stato rinforzato da alte e poderose arcate in muratura. La presenza dello sperone roccioso si ritrova anche all'interno della chiesa: il pavimento sotto l'altare di San Pietro (a sinistra nel transetto) è di nuda roccia, così come il basamento del pilastro più vicino all'altare, ricavato anch'esso direttamente dalla roccia.

## Storia

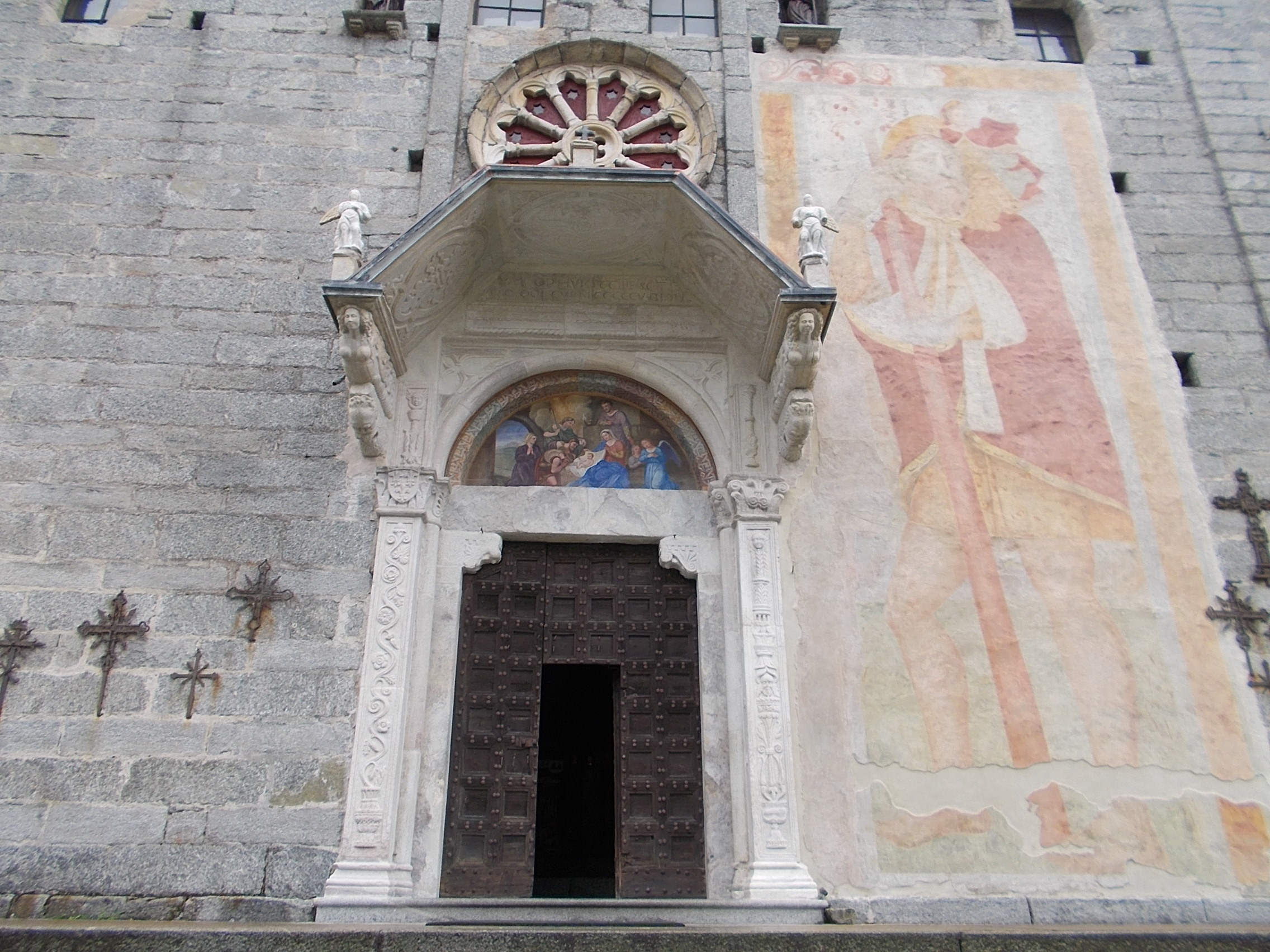
Portale e affresco di San Cristoforo

### La cappella romanica
Il vescovo Carlo Bascapè, nella sua opera Novaria Sacra, cita un documento che riporta l'esistenza in Baceno di una cappella in honorem s. Gaudentii donata ai canonici di Santa Maria di Novara da Gualberto, vescovo di Novara dal 1032 al 1039 e imparentato con le famiglie feudatarie locali. Il termine cappella potrebbe indicare un edificio addirittura anteriore a quello di cui si ritrovano le tracce superstiti. A quest'ultima chiesa dovrebbero piuttosto riferirsi infatti due documenti del 1133 e 1148 che descrivono una ecclesia s. Gaudentii in Baceno. Dal XII secolo tutta la valle Antigorio faceva riferimento alla pieve di Santo Stefano di Crodo. Solamente alla fine dello stesso secolo o all'inizio del successivo la comunità di Baceno se ne staccò.

### Ampliamento gotico e mutamento di orientamento
L'analisi della struttura muraria permette di ricostruire le diverse fasi costruttive e gli ampliamenti. L'antica cappella era correttamente orientata da est a ovest, di forma rettangolare e occupava uno spazio compreso fra l'attuale campanile e l'angolo sud-ovest del presbiterio, quindi circa 14 metri di lunghezza per 9 di larghezza. 
Una prima modifica avvenne all'inizio del XIV secolo con l'aggiunta di due cappelle alla fiancata settentrionale, una dedicata alla Madonna e l'altra a Maria Maddalena, di seguito venne aggiunto un portico davanti alla facciata che nel tempo divenne l'attuale cappella del Rosario nel quale si nota ancora un affresco nella lunetta che sovrastava l'antico portale di ingresso.
L'edificio attuale, appunto perché in contrasto con le regole sull'orientamento, è successivo al XIV secolo, di esso parla un documento del 1326, conservato nell'archivio parrocchiale, nel quale si legge d'una nuova cappella da erigere e da dotare nella chiesa di san Gaudenzio. A sostegno di ciò il fatto che solo nel XIII secolo sorge nella valle la potenza feudale dei De Rhodes, i quali, ottenute da Ottone IV le terre di val Formazza, Agaro e Salecchio, estesero poi, coi Da Baceno loro discendenti, il dominio feudale su tutta l'alta valle Antigorio: è facile quindi connettere col sorgere della nuova signoria locale l’erezione di una nuova chiesa più degna e più ricca.
Alla struttura attuale si giunge comunque in fasi, ben visibile nella facciata è il distacco costruttivo delle navate minori dalla maggiore.
Il primo ampliamento riguardò solo il corpo di mezzo dell'edificio odierno: l'antica cappella divenne di fatto il presbiterio della chiesa nuova, venne abbattuta la parete settentrionale con le cappelle ed edificata la parte centrale che venne poi suddivisa da una serie di colonne di sostegno. Nei muri perimetrali sono incorporati la facciata e altre parti di muro superstiti della chiesetta antica. Un tratto di tali muri perimetrali è ancora visibile esternamente nella parte posteriore, a ovest dell'abside, sotto forma di un piccolo tratto di muro antico coronato da archetti pensili identici a quelli della facciata e con una rozza bifora stretta e allungata, molto diversa dalle più fini e ornate bifore cinquecentesche che si trovano sulle fiancate. Il muro laterale della navata di destra, non visibile perché nascosto nel sottotetto che ripara la volta, presenta nella parte superiore i resti della facciata, rivolta a ponente e con un'antica bifora murata, dell'edificio precedente. La prima fase di lavori si conclude nel 1505.

### Ampliamento rinascimentale e costruzione delle navate laterali
Il campanile romanico viene rimpiazzato nel 1523 da quello attuale, a pianta quadrata di 7 metri per lato e alto 31 metri, la cella campanaria caratterizzata da 4 bifore sostituite in epoca successiva da aperture ad arco a tutto sesto. La guglia è del XVII secolo e porta l'altezza complessiva a 50 metri.
La chiesa venne consacrata nel 1524 ma poco dopo cominciò un nuovo ampliamento che modificava di nuovo radicalmente la fisionomia della chiesa, con l'aggiunta al corpo centrale delle due basse navate di destra e di sinistra e col perfezionamento o rinnovamento della decorazione esterna della porta maggiore compiuta forse insieme col rosone già nel 1505 e con l'aggiunta poco più tarda delle porte minori, delle eleganti finestre, e soprattutto col radicale mutamento dell'interno della chiesa da tempio a navata unica in tempio a cinque navate.
Successivamente vi fu l'aggiunta delle due grandi cappelle laterali a ponente, della sacrestia e del coro rinnovato, opere tutte della fine del secolo XVII o posteriori.

## Descrizione

### Esterno

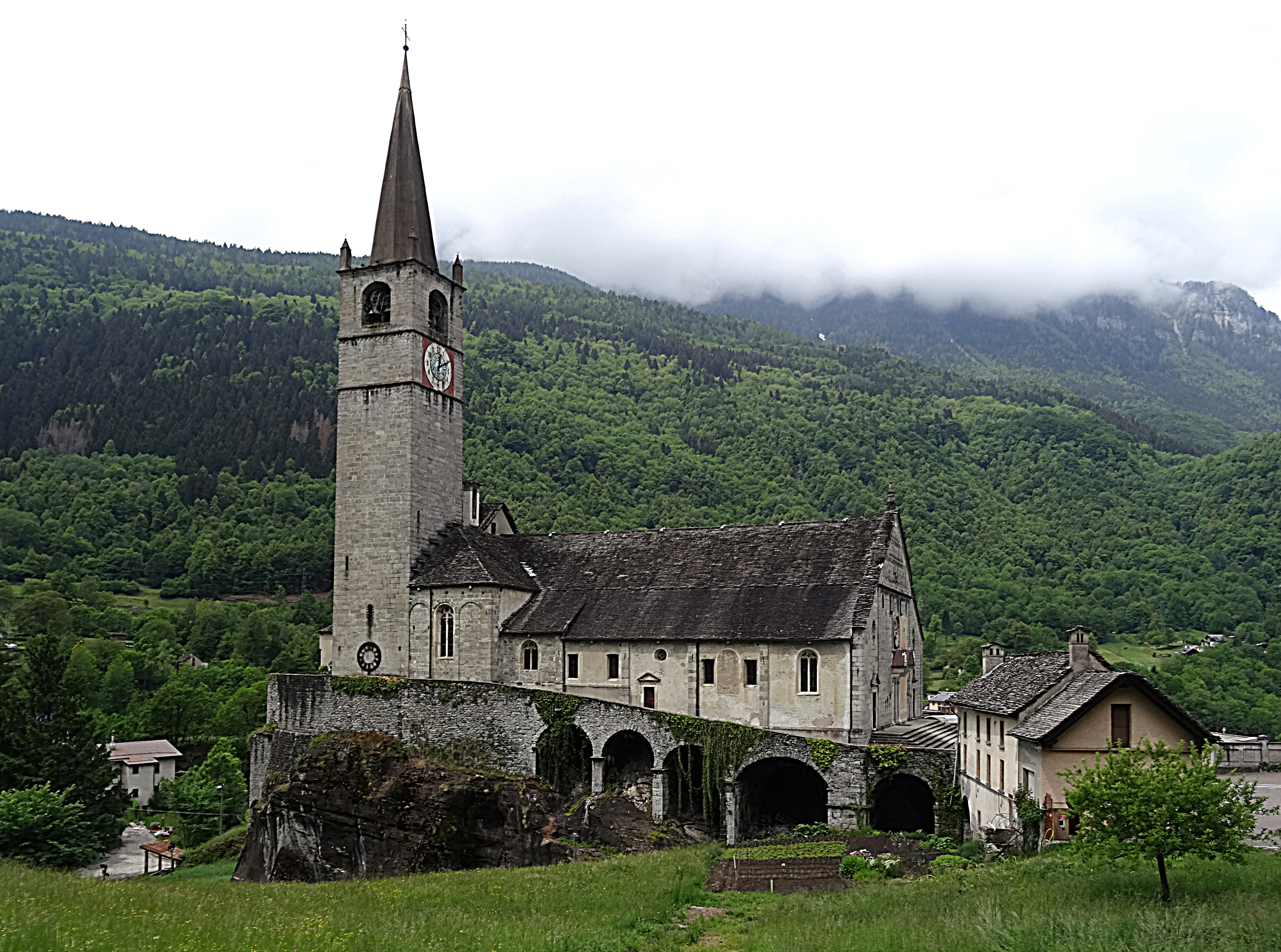
La chiesa vista da est

La chiesa ha pianta di forma regolare a croce latina, l'abside esagonale è posto nella parte meridionale, il braccio di croce nella sua estremità orientale è limitato a una piccola rientranza nel perimetro dell'edificio a causa della mancanza di spazio. Sul lato orientale vennero successivamente aggiunte due cappelle, sul lato occidentale invece si trova, addossata al transetto, l'imponente torre campanaria alta 31 metri con cuspide ottagonale alta 19 metri, in epoca successiva è stata aggiunta la sagrestia.
La facciata a capanna è in pietra, nella parte mediana presenta tre serie sovrapposte di archetti pensili, sotto la più bassa delle quali si trovano quattro finestrelle e due nicchie con statue di santi; più in basso il rosone finemente intagliato al disotto del quale si apre il portale maggiore, terminato nel 1505, che s'inquadra in una fine decorazione cinquecentesca, notevole, fra l'altro, per l'ornamento d'un capitello fregiato da uno scudo coi tre gigli di Francia, nella lunetta un affresco quattrocentesco ritoccato nel XIX secolo. 
La porta è protetta per intero da uno sporgente attico seicentesco, sorretto da due mensoloni in forma di busto di donna che poggiano su due rozzi ma forti mascheroni; l’attico, aggiunto nel 1603, taglia un'antica iscrizione che rimane parzialmente leggibile e che fa ricondurre il completamento dell'opera ad un giorno del marzo 1505, probabilmente si riferisce al portale perché l'ornamentazione attorno alla porta e alla lunetta appare del principio del XVI secolo. L'enorme San Cristoforo dipinto a destra del portale è datato 1542, successive anche le due porte delle navate minori una delle quali riporta sull'architrave la data 1546, la porta laterale a monte è datata 1533, successive anche le due fini finestre bifore e la piccola finestra tonda nel lato orientale. 
La torre campanaria ha base quadrata, i muri sono spessi due metri e il lato è di sette metri, all'interno si trova la scala. 

### Interno

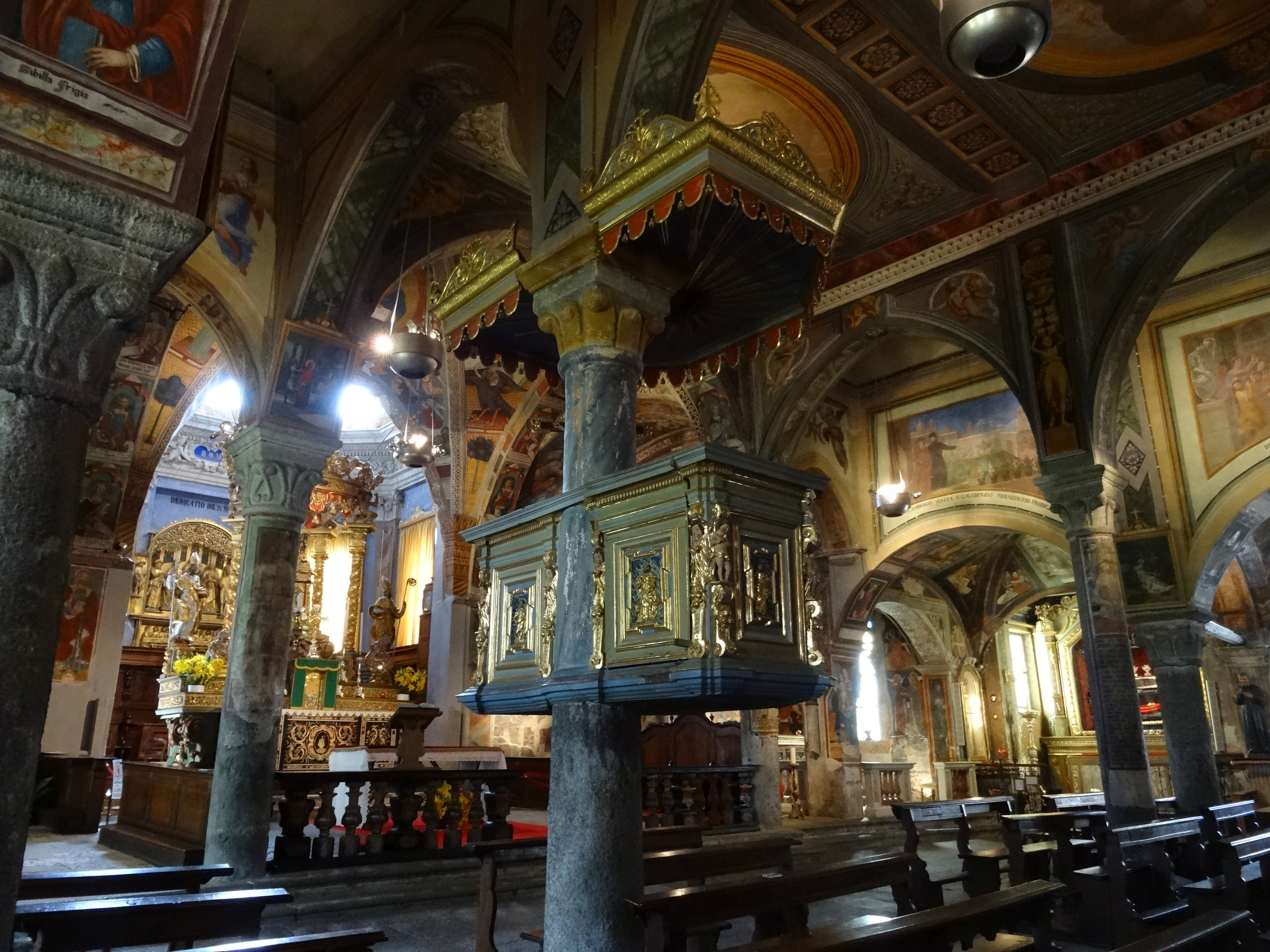
Vista dell'interno

L'interno si divide appunto in cinque navate, delle quali le due laterali più basse (con quella di ponente più larga di quella di levante) sono coperte con volte a crociera e divise dalle tre navate di mezzo da una serie di tozzi archi a tutto sesto sorretti da grosse e basse colonne, sulle quali viene a pesare tutta la parte alta superstite dei muri laterali della chiesa trecentesca. Il corpo centrale dell'edificio appare a sua volta diviso in una grande larghissima nave di mezzo e in due quasi corridoi, piuttosto che navate, laterali a quella, separati dalla navata maggiore da una serie di alti e leggeri archi acuti poggianti su sottili colonne: coperta la nave di mezzo da un moderno soffitto ornatissimo, i due corridoi laterali da una volta a botte continuazione di quello e che, come quello, nasconde il vecchissimo soffitto a travicelli ancora conservato. 
La presenza di questi due singolari corridoi a destra e a sinistra fra le alte arcate a sesto acuto e i bassi vicini archi a tutto sesto si spiega con il fatto che la chiesa trecentesca era limitata al corpo centrale dell'edificio ed era ad una sola navata. La necessità di sostegno del tetto insufficientemente sorretto dai muri della troppo larga navata, ha dato origine all'erezione dei due ordini di colonne e degli archi acuti e alla conseguente creazione dei due corridoi. La datazione di questo intervento è ricostruibile tramite un affresco sulla seconda colonna di destra di un S. Bertolomeus datato 1401 ma più probabilmente 1501, mentre la quarta colonna dello stesso lato riporta sotto un affresco del Redentore del 1509 una lunga preghiera in caratteri gotici databili all'inizio del XV secolo. 
Quale che sia la datazione precisa l'aggiunta delle navate laterali ha creato un pittoresco effetto di contrasti fra gli archi acuti larghi e leggeri e gli altri tondi pesanti e forti, contestuale fu l'aggiunta di pitture e di ornamenti e del campanile. 

### Gli affreschi

Panorama dell'interno.

La ricca decorazione dell'interno della chiesa non è legata a nessun artista di fama. Colonne e pilastri conservano ben visibili ancora gli antichi dipinti a fresco: un san Bartolomeo, un Redentore, un San Gaudenzio e un san Sebastiano, il pilastro quadrilatero che regge l'arco più interno della navata orientale ha sui quattro lati dipinte le figure di santa Caterina, di sant'Apollonia, della Vergine col Bambino e di san Rocco, l'ultimo pilastro della navata destra ha una Madonna in trono col Bambino tardo-gotica con ai piedi una data del 1553.
Sulla colonna della navata centrale situata di fronte al pulpito una Pietà del 1509, opera di Giovanni Cagnola con una preghiera in caratteri gotici.
Alla stessa epoca risalgono le pitture degli intradossi degli archi tondi, con figure a mezzo busto di sibille, di profeti e di santi, tutti gli spicchi delle volte delle navate minori, e in gran parte i muri laterali con scene della Passione di Cristo e della vita dei santi. 
Sulla parete di sinistra son dipinte una Crocifissione e una Deposizione di Croce, sulle lesene della parete di destra un san Sebastiano e un san Fabiano di fattura simile alle sante Apollonia e Caterina, negli spicchi della volta a sinistra scene della vita di Cristo ricche di figure e di vita e scene della vita di sant'Antonio, a destra scene della vita di san Rocco, di san Giovanni Battista e di altri santi. 
Gli affreschi delle volte presentano figure con un'impronta rude e verista che soprattutto negli affreschi della vita di san Rocco appare anche nei particolari e negli sfondi di paesaggio riconducibili ad un'influenza dell'arte transalpina. Non si hanno nomi e dati sugli artisti a parte nella chiave della volta in una delle crociere della navata sinistra uno stemma spaccato nel partito superiore all'aquila, nell'inferiore alla ruota con le sigle L e BA. e sulla parete di destra presso l'ingresso della cappella di santa Vittoria un altro stemma (ridipinto modernamente) recante una croce e, nei quarti, alternatamente la stella e il giglio araldici e in una delle volte della navata destra ancora il medesimo stemma (che figura anche sulla porta esterna del 1546), più un altro che reca i gigli d'oro, la ruota e le sigle A e S. e un altro coll'aquila e la ruota, e un altro partito al giglio e al leone eretto reggente un ramoscello. 
La ruota con l'aquila sovrapposta è l'arma dei De Rhodes feudatari della regione dal secolo XIII al XVI, il BA è sigla dei Da Baceno (un ramo dei Rhodes stessi), e l'A.S. è forse segno di Andreina dei Baceno, la quale andando sposa a Paolo della Silva congiunse le due famiglie in una sola. 

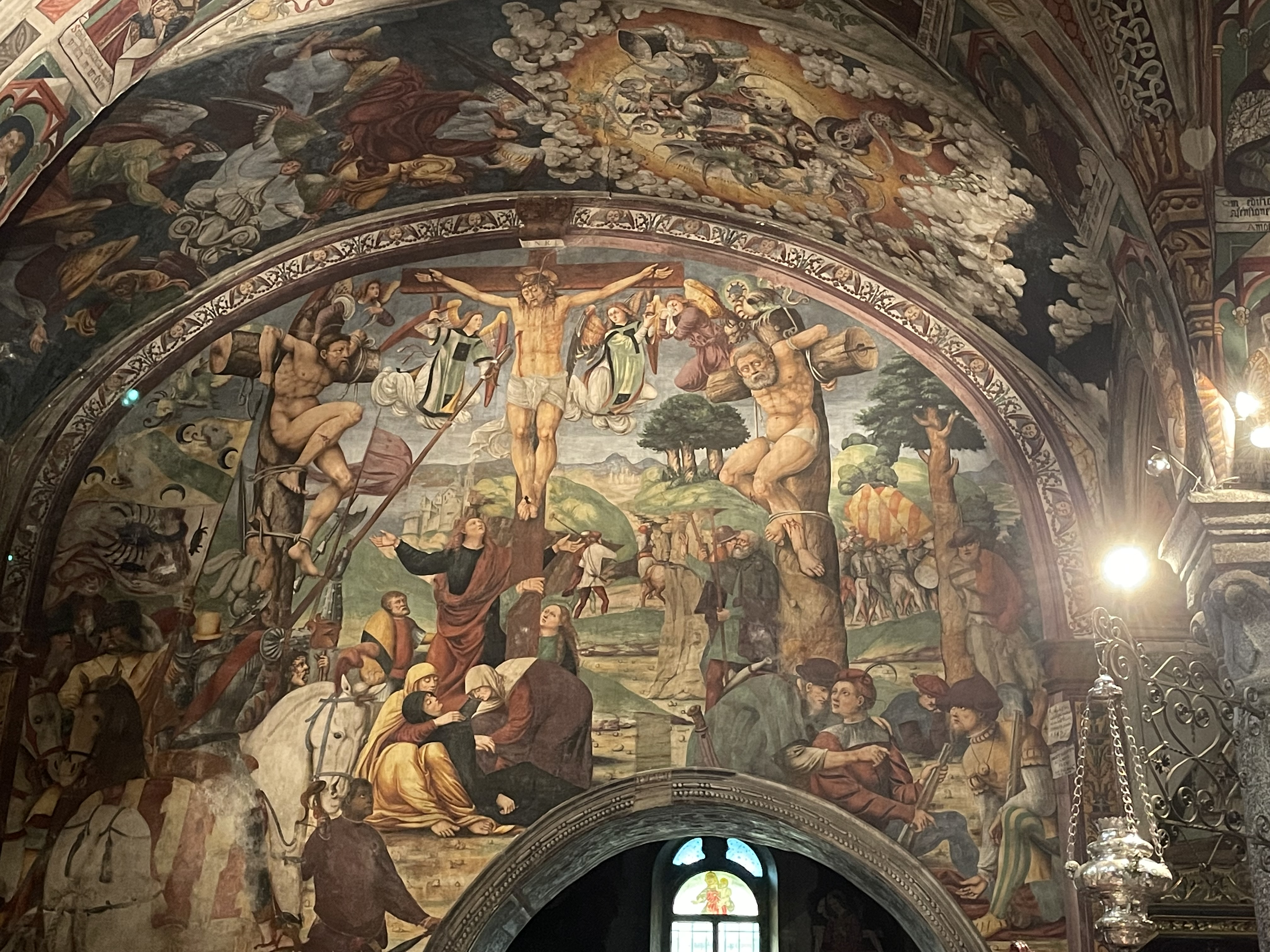
Crocefissione di Antonio Zanetti detto il Bugnate del 1542

Nel transetto, grandi composizioni decorano gli spicchi della volta della crociera centrale: l'Assunzione della Vergine da un lato, il Padre Eterno in gloria dal lato opposto e negli altri lati quattro santi sedenti. Un altro affresco, che sappiamo aver raffigurato l'Inferno e il Paradiso, ornava la parete terminale abbattuta per intero nel 1698 per aprirvi il coro, ne rimane una minima porzione al sommo dell'arco d'ingresso al coro, con un bel frammento d'una testa di Cristo coronata di spine.

#### La cappella del rosario
Al termine della navata di destra, di fronte alla quinta crociera, si trova la Cappella della Madonna o del Rosario, costruita nel 1326 sfruttando la struttura dell'antico portico di ingresso alla cappella romanica e coperta con una volta a costoloni, gli affreschi sono tutti dedicati a episodi di vita mariana, sulle vele la nascita di Maria, lo sposalizio, la nascita di Gesù e l'adorazione dei Magi. Tra gli affreschi delle pareti una delicata Annunciazione e e un Transito della Vergine, purtroppo gravemente danneggiato nel XVIII secolo quando vennero fatti dei lavori per inserire due armadietti per la conservazione delle reliquie. Sotto quello posto a destra sono visibili i resti di un affresco dedicato a Sant'Antonio Abate. Non si hanno documenti che permettano di attribuire con certezza questi affreschi ma sembrerebbero riferibili ai Cagnola di Novara, Tommaso Cagnola e i figli Sperindio, Francesco e Giovanni erano attivi nell'area tra il XV e il XVI secolo.

A sinistra della finestra un affresco quattrocentesco della Madonna del latte, detta anche Madonna delle Grazie, sulla destra la Visitazione della Madonna a santa Elisabetta.
Un maestoso affresco raffigurante la Crocefissione occupa tutta la parete interna di quella che un tempo era la facciata della cappella romanica originaria, oggi ingresso della Cappella del Rosario, opera di Antonio Zanetti detto il Bugnate del 1542. Sulla volta sopra la Crocefissione, sempre del Bugnate, un Drago dalle sette teste persecutore della Chiesa e uno dei sette segni dell'Apocalisse di San Giovanni. Sulla parte destra dell'altare un affresco rappresenta Adamo ed Eva. Sulla parete opposta un san Paolo sulla via di Damasco ed altri affreschi minori. Sulla paternità di tutte queste opere tra loro identiche per stile e per fattura, non lascia dubbio il cartellino dipinto, che a lato della Crocifissione reca:"Antonius novariensis pictor abitator Burgimanerij fecit 1542"  mentre un altro di sotto aggiunge: «Restaurato l'anno 1834 da Pa.lo Rain.ri di St'Agata» e un altro in faccia ripete: «Quod proavus pinxit. merito gens sera refecit. MDCCCXXXIV». 

### Altre opere
Meritano menzione anche gli antichi vetri colorati dei dodici Apostoli che un tempo adornavano la grande rosa della facciata, venduti da un segretario del comune per 250 lire ad acquirente ignoto, in alcune finestre sono rimasti i vetri colorati notevoli per la finezza della rappresentazione e per la ricchezza della decorazione a volute, fogliami, arabeschi, colonne fiorite e ritorte. La bifora maggiore ha conservato solo i vetri superiori con una piccola ma molto fine scena della Crocifissione, di pregio anche la piccola rosa presso la porta laterale con la scenetta nel mezzo e coi quattro arcangeli girati intorno. Le date appaiono quasi ad ogni finestra: 1547 nei vetri della prima e della seconda bifora a levante, 1527 in quelli della finestra di ponente in fondo alla navata; il tipo della decorazione, le chiome bionde, i volti, le figure, gli atteggiamenti, tutto rivela con la più immediata evidenza l'opera di artisti tedeschi. 
Il fonte battesimale è simile nel fusto e nella parte superiore (dove ricorre più volte il leone dei Silva) a quello cinquecentesco che ora è fontana pubblica nella piazza di Crodo, è simile anche a quelli presenti a Crodo e Cravegna.
Il coro in legno di noce è stato intarsiato nel 1698 da Lorenzo Battaglia; l'elegante polittico policromo nella parte interna del coro è di scuola tedesca e risale al 1526, del 1718 è invece la grata che chiude l'urna di santa Vittoria. 
Una preziosa pianeta del XVI secolo è il pezzo di pregio del tesoro della chiesa.